# Lou-Adriane Cassidy
Lou-Adriane Cassidy, née le 11 juillet 1997 à Québec, est une auteure-compositrice-interprète québécoise. Détentrice du Prix Félix-Leclerc de la chanson en 2024, elle a publié quatre albums studio sous le label Bravo musique. Son troisième album, Journal d'un Loup-Garou, figure sur la courte liste du Prix de musique Polaris 2025.

## Biographie

### Jeunesse et études
Fille de Paule-Andrée Cassidy, autrice-compositrice-interprète, et de Serge Lacasse, professeur titulaire en musique à l'Université Laval, Lou-Adriane Cassidy grandit dans une famille d'artistes. Elle est la petite-fille de Paul-Henri Lacasse, médecin et maire de Saint-Georges. Elle fait partie d'une chorale de huit à dix-sept ans, dans un programme arts-études, à la Maîtrise des petits chanteurs de Québec. La chanson française et plus particulièrement québécoise a toujours été son univers musical. En 2017, elle obtient un diplôme d'études collégiales en chant pop/jazz du Campus Notre-Dame-de-Foy. Elle entame ensuite un certificat en philosophie à l'Université du Québec à Montréal.

### Débuts et premiers albums

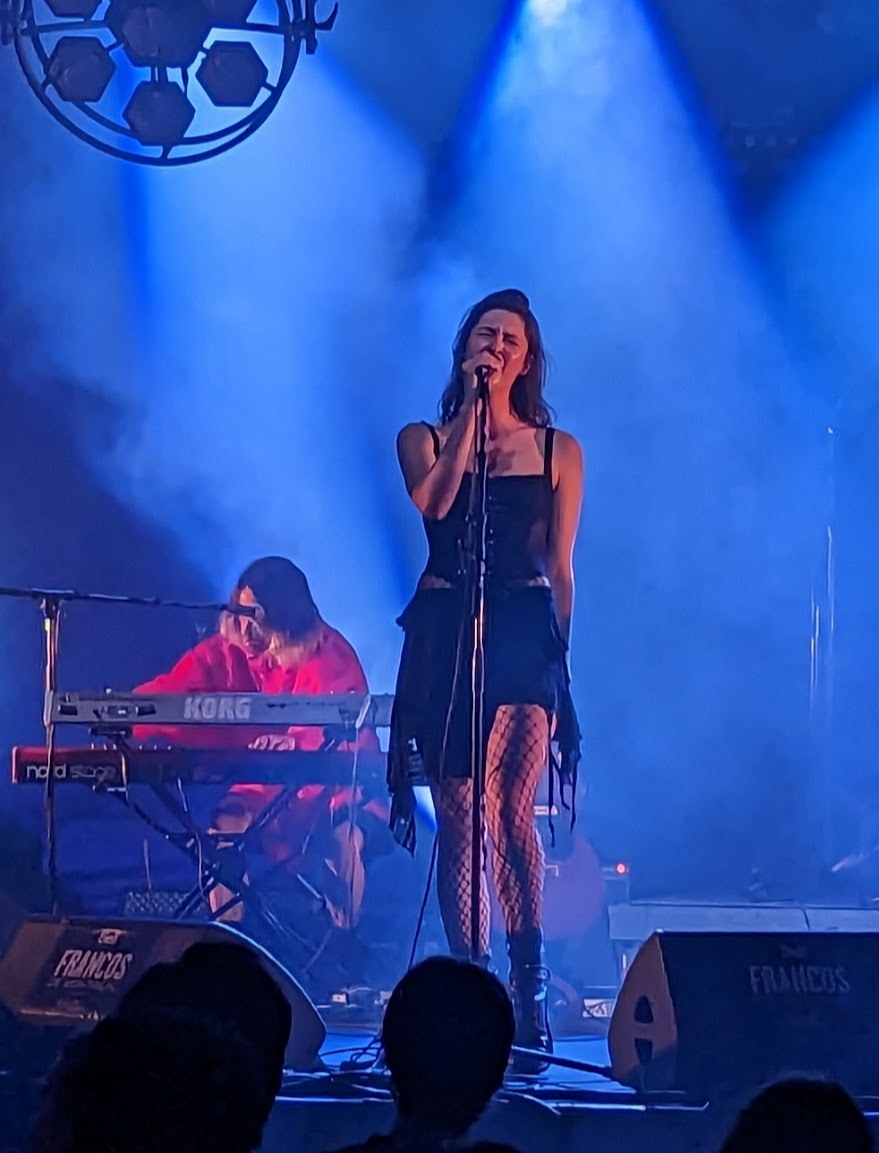
Lou-Adriane Cassidy performant aux Francos de Montréal.

En 2016, elle participe à la quatrième saison de La Voix. Elle devient également finaliste à l'édition 2017 du Festival international de la chanson de Granby. La même année, Cassidy acquiert sa popularité grâce à la publication de deux simples. Tout d'abord, son interprétation de la chanson « Ça va ça va », composée par l'auteur-compositeur Philémon Cimon, qui lui vaudra une nomination pour le prix de la chanson SOCAN en 2018. Puis, la chanson « La fin du monde à tous les jours », lui valant les mêmes honneurs, cette fois-ci en 2020.
En 2018, elle participe aux Francouvertes, là où elle terminera en deuxième position juste derrière les rappeurs de LaF. Tout de même, elle et ses collaborateurs d'écriture, Philémon Cimon et Stéphanie Boulay, y remportent le prix Paroles & Musique.
Le 8 février 2019, Lou-Adriane Cassidy publie son premier album, C'est la fin du monde à tous les jours. L'album remporte le prix Lucien du meilleur album pop aux prix GAMIQ 2019, en plus d'être nommé pour les catégories de Révélation de l'année et d'Album de l'année - Adulte contemporain au 41e gala des prix Félix. De plus, l'album se méritera une place dans la liste des « coups de coeur » de l'Académie Charles-Cros en 2020.
En 2022, Cassidy publie son deuxième album, Lou-Adriane Cassidy vous dit : bonsoir. La tournée de spectacles entourant la parution de l'album lui vaut la mention du « meilleur concert québécois qu'il nous ait été donné de voir en 2022 » selon le quotidien Le Devoir.

### Le Roy, La Rose et Le Lou[p]

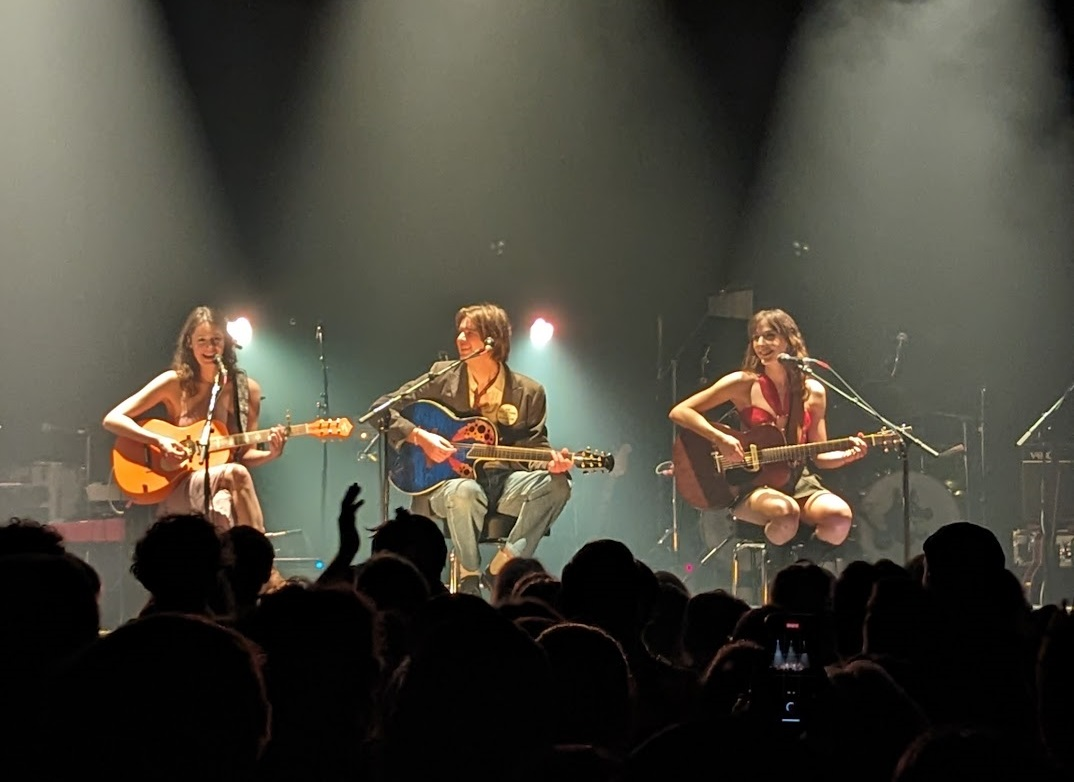
Le Roy, la Rose et le Lou[p] au Club Soda, 2023

Plus tard dans l'année, Cassidy annonce la tenue de Le Roy, La Rose et Le Lou[p], une tournée d'une dizaine de spectacles avec les auteurs-compositeurs-interprètes Ariane Roy et Thierry Larose. Pour l'occasion, les trois musiciens proposent à leur public une chanson-thème qu'ils joueront à leurs différents spectacles. Cette tournée fait suite au succès de leur premier spectacle collaboratif aux Francos de 2022. Avec comme inspiration les grands spectacles collaboratifs des années 1970, notamment J'ai vu le loup, le renard, le lion, ce spectacle aurait « écrit à l’encre indélébile une page d’histoire de la chanson québécoise » selon le journaliste Dominic Tardif.
En 2024, le trio publie, grâce à la réalisation d'Alexandre Martel, l'album live Le Roy, La Rose et Le Lou[p], contenant dix pièces enregistrées à différents moments lors de leur tournée québécoise. Le quotidien Le Devoir lui octroie une note de 4 étoiles ½ sur 5, notant que « [d]epuis les Francos en 2022, les spectateurs sont retournés vivre la stupéfiante expérience à toutes les occasions, jusqu’à connaître par cœur des chansons qui n’avaient jusqu’alors existé que séparément. De quelques soirées particulièrement vivifiantes, le trio a donc décanté des versions inimaginables autrement : c’est presque aussi fort que d’être là, en leur compagnie déjantée ». Le journal La Presse explique, quant à lui, que les trois artistes « s’inscrivent à leur tour dans l’Histoire ».

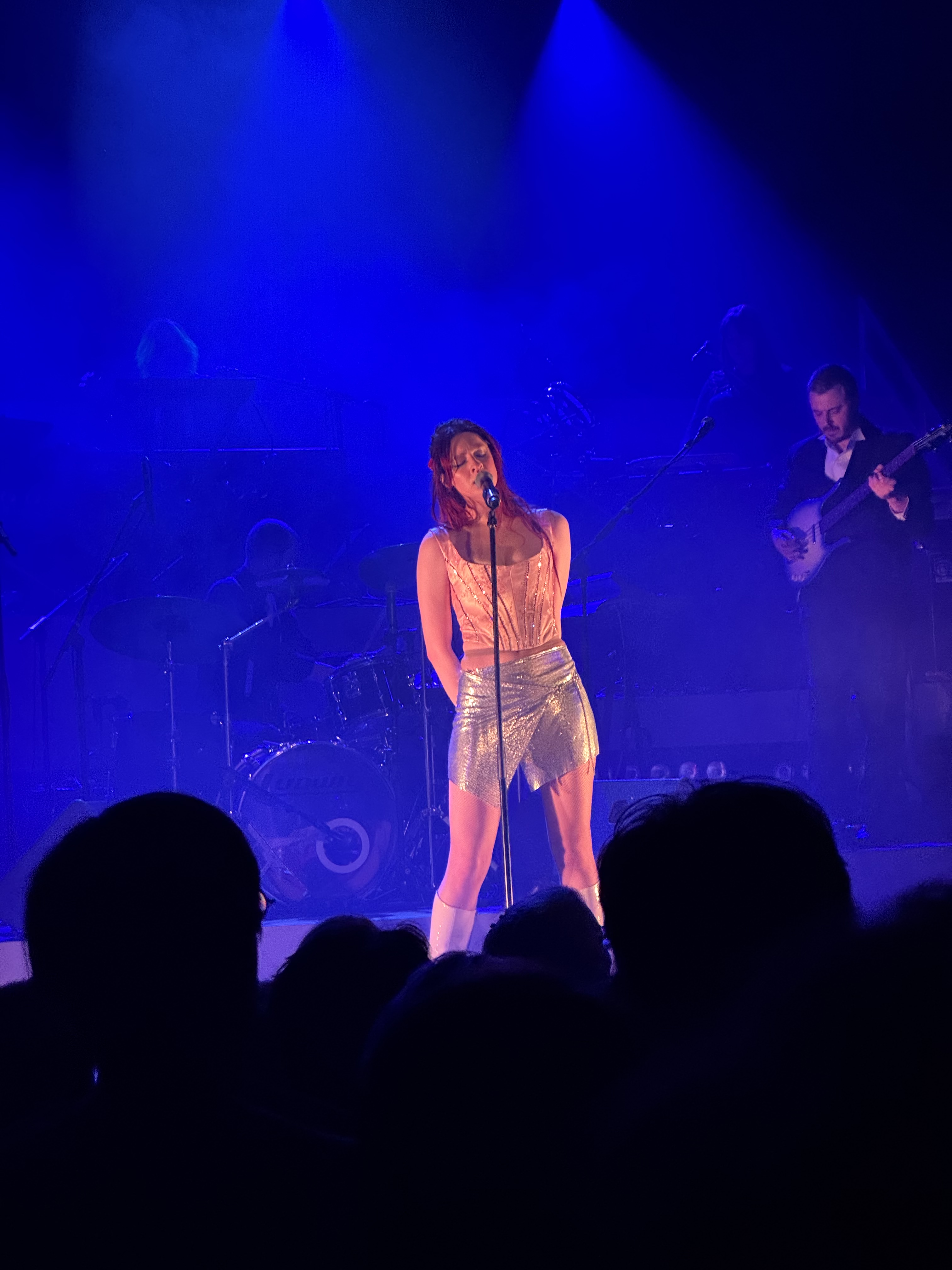
Lou-Adriane Cassidy au Théâtre Beanfield à Montréal, 2025

### Journal d’un Loup-GarouetTriste Animal
En janvier 2025, elle publie Journal d’un Loup-Garou, son troisième album studio, enregistré dans le studio du Pantoum. Cassidy dévoile du même coup qu'elle limitera sa tournée de spectacles à cinq dates, dont deux au Théâtre Beanfield à Montréal. Durant les spectacles, elle est accompagnée par Alexandre Martel (basse et direction musicale), PE Beaudoin (batterie), Vincent Gagnon (claviers), Thierry Larose (guitare), Jeanne Laforest (claviers, voix, percussions), Mariève Harel-Michon (guitare et percussions) et Odile Marmet-Rocherfort (voix, claviers, omnichord, percussions). Journal d'un Loup-Garou est choisi parmi les 10 meilleurs albums canadiens de 2025 par le prix de musique Polaris. 
Quatre mois plus tard, en mai 2025, elle publie un nouvel album dans la suprise, intitulé Triste Animal.

## Prix et nominations

### Gala de l'ADISQ
| Année | Catégorie                                         | Pour                                   | Résultat   |
| ----- | ------------------------------------------------- | -------------------------------------- | ---------- |
| 2024  | Spectacle de l'année (variétés/réinterprétations) | Le Roy, La Rose et Le Lou[p]           | Gagnant    |
| 2022  | Auteur.e ou compositeur, compositrice de l'année  | Lou-Adriane Cassidy vous dit : Bonsoir | Nomination |
| 2022  | Album de l'année - Rock                           | -                                      | Nomination |
| 2022  | Album de l'année - Choix de la critique           | -                                      | Nomination |
| 2019  | Révélation de l'année                             | -                                      | Nomination |
| 2019  | Album de l'année - Adulte contemporain            | C'est la fin du monde à tous les jours | Nomination |

### Autres
- 2025 : Courte liste du Prix Polaris[2]
- 2024 : Prix Félix-Leclerc de la chanson[24]
- 2022 : Prix Lucien de l'artiste de l'année au Gala alternatif de la musique indépendante du Québec
- 2019 : Prix Lucien du meilleur album pop au Gala alternatif de la musique indépendante du Québec